# 奥様武勇伝
『奥様武勇伝』（おくさまぶゆうでん、原題・英語: Julia Misbehaves）は、1948年に製作・公開されたアメリカ合衆国の映画である。マージェリー・シャープの小説『ナツメグの木』の映画化であり、ジャック・コンウェイが監督、グリア・ガースンとウォルター・ピジョンが主演した。
ガースンとピジョンにとっては5作目の共演である。なお、本作品はコンウェイ監督の最後の監督作となった。

## キャスト
- ジュリア・パケット：グリア・ガースン
- ウィリアム・シルヴェスター：ウォルター・ピジョン
- リッチー・ローガン：ピーター・ローフォード
- スーザン（ジュリアとウィリアムの娘）：エリザベス・テイラー
- フレッド：シーザー・ロメロ

## スタッフ
- 監督：ジャック・コンウェイ
- 製作：エヴェレット・リスキン
- 脚色：モンクトン・ホッフェ、ジーナ・カウス、ウィリアム・ルドウィグ、ハリー・ラスキン、アーサー・ウィンペリス
- 音楽：アドルフ・ドイチュ
- 撮影：ジョセフ・ルッテンバーグ
- 編集：ジョン・D・ダニング
- 美術：セドリック・ギボンズ、ダニエル・B・キャスカート
- 装置：エドウィン・B・ウィリス
- 衣裳：アイリーン
- 録音：ダグラス・シアラー